# Forchhammeria brevipes
Forchhammeria brevipes là một loài thực vật có hoa trong họ Capparaceae. Loài này được Urb. mô tả khoa học đầu tiên năm 1912.